# Nevada megye (Kalifornia)
Nevada megye az Amerikai Egyesült Államokban, azon belül Kalifornia államban található. Lakosainak száma 102 241 fő (2020. április 1.). Nevada megye Sierra, Yuba, Placer és Washoe megyékkel határos.

## Népesség
A megye népességének változása:
| Lakosok száma | 98 774 | 98 714 | 98 267 | 98 200 | 98 877 | 99 755 | 102 241 |
|               | 2010   | 2011   | 2012   | 2013   | 2015   | 2019   | 2020    |